# کریستابل پنکهرست
کریستابل پنکهرست (انگلیسی: Christabel Pankhurst؛ ۲۲ سپتامبر ۱۸۸۰ – ۱۳ فوریهٔ ۱۹۵۸) سافرجت بریتانیایی زاده منچستر انگلستان بود.
وی یکی از بنیان‌گذاران اتحادیه سیاسی اجتماعی زنان (WSPU) بود. او فعالیت‌های ستیزه جویانه خود را در سال‌های ۱۹۱۲ تا ۱۹۱۳ که در تبعید در فرانسه بود ادامه داد. در سال ۱۹۱۴، وی از جنگ علیه آلمان حمایت کرد. پس از جنگ، او به ایالات متحده نقل مکان کرد و به عنوان تبعیدی برای جنبش ظهور دوم فعالیت کرد.

## زندگی‌نامه
کریستابل پنکهرست دختر رهبر جنبش حق رای املین پنکهرست و ریچارد پنکهرست و خواهر سیلویا پنکهرست است. پدر او مشاور حقوقی بود و مادرش مغازه کوچکی داشت. کریستابل به مادرش که به عنوان کارمند ثبت احوال در منچستر کار می‌کرد، کمک می‌کرد. مرگ مادرش املین در ۱۹۲۸ تأثیر منفی بر کریستابل داشت.

## فعالیت‌ها

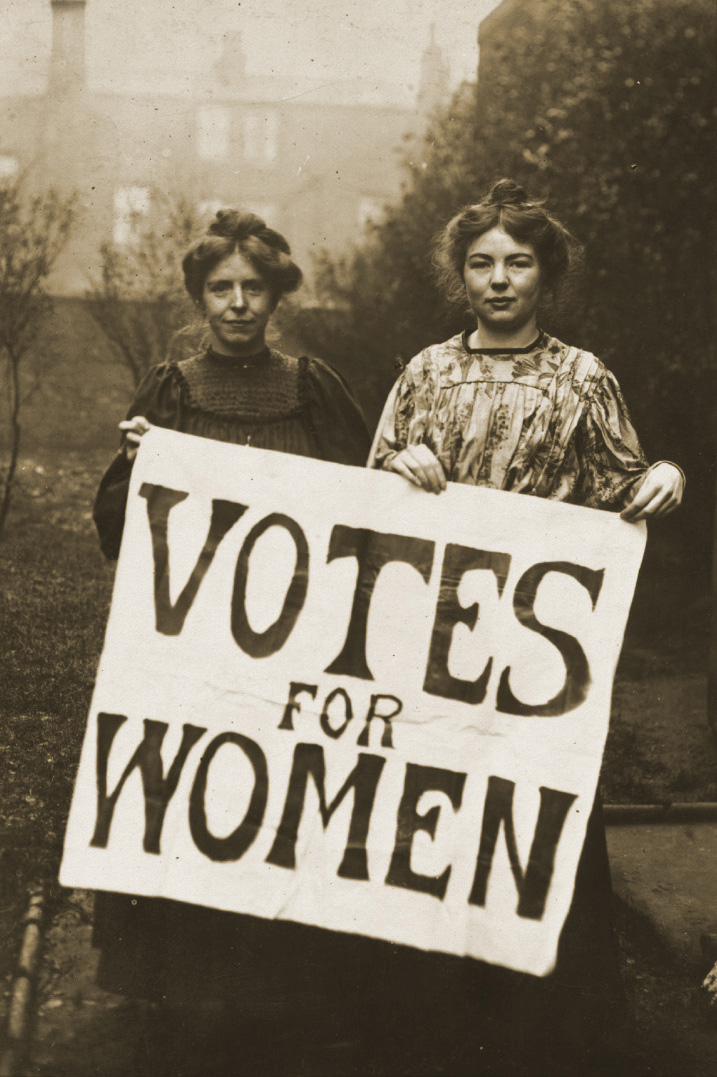
کریستابل پنکهرست و انی کنی (چپ)

کریستابل پنکهرست به‌طور فعال در انجمن اجتماعی و سیاسی زنان (WSPU) فعالیت می‌کرد. وی به همراه یکی از فعالان زنان در اتحادیه به نام انی کنی، در اکتبر ۱۹۰۵، در یک جلسه سیاسی با حضور وینستون چرچیل و سر ادوارد گری فریاد کشیدند: «آیا دولت لیبرال به زنان رای می‌دهد؟» این کار همراه با بازکردن یک بنر که «حق رای برای زنان» بر روی نوشته شده بود صورت گرفت که باعث برهم خوردن جلسه شد. او همراه با انی کنی بازداشت شد.

## مرگ
کریستابل در ۱۳ فوریه ۱۹۵۸، در سن ۷۷سالگی، درحالی‌که بر روی یک صندلی نشسته بود، درگذشت. زن خانه‌داری پیکر بی‌جان او را پیدا کرد و علت مرگ او مشخص نشد. او را در گورستان وودلاون در سانتا مونیکا، کالیفرنیا به خاک سپردند.

## یادبود

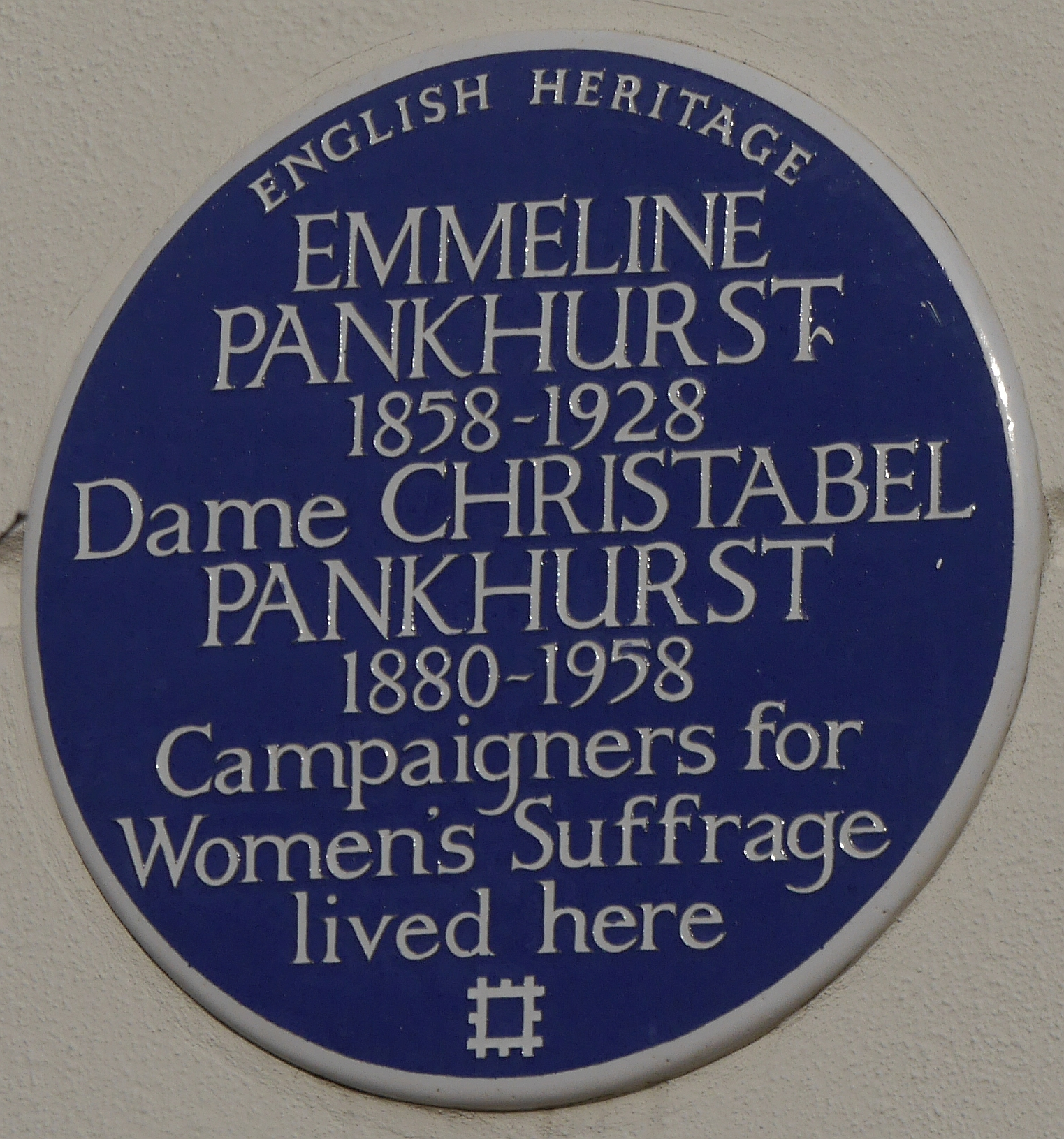
نشان آبی یادبود برای کریستابل پنکهرست و املین پنکهرست.

در سال ۲۰۰۶، نشان یادبود آبی کریستابل و مادرش توسط میراث ملی انگلیس در محل زندگی آنها در شماره ۵۰ خیابان کلارندون، نوتینگ هیل، W11 3AD لندن، واقع در ناحیه سلطنتی کزینگتون و چلسی، نصب شد. نام و تصویر او (و سایر ۵۸ حامی حق رای زنان) که در مجسمه میلیسنت فاوست نقش بسته است، در پاییر ۲۰۱۸ در میدان پارلمان لندن، پرده برداری شد.